# Thor (schip, 1886)
S/S Thor (1886) was het vierde schip van de Dampskibsselskabet paa Bornholm af 1866.
Ze werd gebouwd door de scheepswerf Burmeister & Wain in Kopenhagen, bouwnummer 140. Opgeleverd in 1886 en in de vaart genomen.
Tot en met maart 1914 heeft ze voor Dampskibsselskabet paa Bornholm af 1866 gevaren. Hierna werd ze verkocht voor 45.000,- kr. aan Stettin. Nieuwe roepletters worden JGKW
Onder de naam Thor zonk ze op 2 oktober 1924 in de Finse Bocht, op een reis van Danzig naar Kronstadt.
Skandia · Heimdal · Hjalmar · Thor · Bornholm · Skandia · Ørnen · Heimdal · Frem · Bornholm · Hammershus · Østersøen · Rotna · Ella · Kongedybet · Østersøen · Bornholm · Thorkild Lund · Bornholm · 66-Paketten · Bornholmerpilen · Hammershus · Rotna · Isefjord · Hammershus · Rotna · Povl Anker · Jens Kofod · Julle · Peder Olsen · Gute · Villum Clausen · Dana Hafnia · Clare · King Of Scandinavia · Bora Mari · Rügen · Vilja · Dueodde · Hammerodde · Skania · Leonora Christina